# Fissidens pugionifolius
Fissidens pugionifolius är en bladmossart som beskrevs av C. Müller 1875. Fissidens pugionifolius ingår i släktet fickmossor, och familjen Fissidentaceae. Inga underarter finns listade i Catalogue of Life.